# یژی گروزا
یژی گروزا (لهستانی: Jerzy Gruza؛ زادهٔ ۴ آوریل ۱۹۳۲–۱۶ فوریه ۲۰۲۰) فیلم‌نامه‌نویس، کارگردان نمایش، کارگردان تلویزیونی، کارگردان فیلم و بازیگر اهل لهستان بود.

## گزیدهٔ آثار

### سینما
- ۱۹۵۵: یک نسل (بازیگر)
- ۱۹۷۰: مخمصه (فیلم‌نامه‌نویس)
- ۱۹۷۱: دارکوب (بازیگر، کارگردان و فیلم‌نامه‌نویس)
- ۱۹۸۲: آلیس (کارگردان و فیلم‌نامه‌نویس)
- ۱۹۸۶: حلقه و رز (کارگردان و فیلم‌نامه‌نویس)
- ۲۰۰۱: گولچاک، نظرت چیه؟ (بازیگر، کارگردان)

### تلویزیون
- ۱۹۷۷–۱۹۷۴: چهل‌ساله (بازیگر، کارگردان و فیلم‌نامه‌نویس)